# Eric Olsoni
Bo Eric Finved Olsoni, född 14 november 1893 i Halikko, död 25 mars 1973 i Helsingfors, var en finländsk bokhandlare och teaterrecensent.
Åren 1930–1966 ägde Olsoni Nordiska antikvariska bokhandeln i Helsingfors, som på 1930-talet och senare var en träffpunkt för det intellektuella livet i staden. Han var 1923–1927 teaterkritiker i  Arbetarbladet och 1928–1953 i  Nya Argus, vars huvudredaktör han var 1954–1959. På 1950-talet gjorde han en dramatisering för scenen av A.A. Milnes Nalle Puh. Olsonis teaterkritik i urval utkom 1964 i bokform under titeln Från Strindberg till Anouilh.
Olsonis dotter Tove Olsoni-Nilsson (1921–2005) övertog Nordiska antikvariska bokhandeln 1966 och gav den internationellt rykte i samlarkretsar.